# El Hombre con las Suelas Doradas
El Hombre con las Suelas Doradas (título original árabe : الرجل ذو النعل الذهبي, alrajul dhu alnael aldhahabii) es una película siria, [documental], producida por ARTE France - AMIP; dirigida y guionada por el director Omar Amiralay, en 1989, y 55 min de duración.
La película, lanzada en 2000, trata sobre el entonces primer ministro libanés Rafic Hariri.